# ملبو
ملبو (به عربی: ملبو) یک شهرداری در الجزایر است که در استان بجایه واقع شده‌است.